# Прапор Носівки
Прапор міста Носівка -  один із символів міста, що відображає історичні, культурні, духовні та інші особливості і традиції міста. Прапор затверджений 17 травня 2019 року рішенням № 15/53/VII п'ятдесят третьої сесії сьомого скликання міської ради.

## Опис
Прямокутне полотнище із співвідношенням сторін 2:3, яке складається в рівній пропорції з двох горизонтальних смуг: зеленого та жовтого кольорів, які визначають, що територія та природні скарби Носівської міської ради є невід’ємною частиною території та скарбниці природних багатств України та символізують природні особливості території : зелений – символ надії на злагоду , мир і спокій, стабільності, родючості землі та добробуту, також символ природного ландшафту, який притаманний для даної території (ліси);  жовтий - символізує  знатність, могутність, багатство, а  також  християнські чесноти - віру, справедливість, милосердність  та смиренність і те що землі нашої громади щедрі на врожаї (степ). Окрім цього, поєднання цих кольорів визначає (за своїм значенням в геральдиці) - поєднання в житті громади таких понять, як: Свобода, Радість, Надія, Здоров'я (зелений колір); Верховенство, Велич, Повага, Пишність, Багатство (жовтий колір).В лівій верхній частині Прапора  на відстані від древка 1/9 довжини Прапору розташовуються елементи герба Носівської міської ради - схематичне зображення на зеленому кольорі Прапору, а Площа елементів Герба ОТГ складає 1/20 площі Прапору .